# Barbara O'Neil
Barbara O'Neil (Saint-Louis, Missouri, 17 de juliol de 1910 − Cos Cob, Connecticut, 3 de setembre de 1980) —de vegades als crèdits Barbara O'Neill— va ser una actriu estatunidenca.
Va interpretar el paper d’Ellen O'Hara, mare (als 28 anys) de Scarlett O'Hara a Allò que el vent s'endugué (1939).

## Biografia
Barbara O'Neil va néixer a Saint Louis (Missouri). Va passar una infància feliç amb els seus pares. Als vuit anys va començar a anar al Sarah Lawrence College, a San Louis. La seva passió pel cinema, teatre i ball comença a la universitat, assistint a espectacles durant l'estiu.
El 1930, Bàrbara es va casar amb el rector de la universitat, Joshua Logan. Però el matrimoni va fracassar, per la qual cosa uns anys més tard va arribar el divorci. La parella no havia tingut tenir fills.
El 1937 va aparèixer per primera vegada a la pantalla gran, protagonitzant Stella Dallas, una pel·lícula de King Vidor, que també protagonitzava Barbara Stanwyck. La pel·lícula va ser un èxit, i per tant, en els següents dos anys, treballaria en altres set pel·lícules. El 1938 va protagonitzar Love, Honor and Behave, The Toy Wife i I am the Law. L'any següent intervindria a The Sun Never Sets, When Tomorrow Comes, Tower of London.
Al 1939 se li va presentar l'oportunitat d'unir-se a l'elenc d’Allò que el vent s'endugué, en el paper de Hellen. Aquesta pel·lícula va aconseguir fer-la encara més popular, tant és així que el 1940 va interpretar al costat de Bette Davis All this, and Heaven too. Per la seva actuació va rebre una nominació a l'Oscar el 1940.
A partir de l'any següent la seva presència a la pantalla gran va començar a declinar. Va treballar fins al 1961, quan es va retirar a la seva vila de Cos Cob, a Connecticut.
Al teatre, treballa a Broadway entre 1932 i 1960. A la televisió, participa en algunes sèries de 1954 a 1957. El 1971 va ser cridada a actuar en un paper secundari a Leoni di Petersburgo.
Va morir el 3 de setembre de 1980, als 70 anys, per causes naturals.

## Cinema

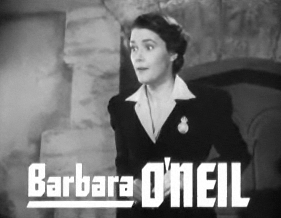
A Shining Victory (1941)

- 1937: Stella Dallas, de King Vidor
- 1938: Love, Honor and Behave, de Stanley Logan
- 1938: I Am the Law, d'Alexander Hall
- 1938: The Toy Wife, de Richard Thorpe
- 1939: Allò que el vent s'endugué (Gone with the Wind), de Victor Fleming, George Cukor i Sam Wood
- 1939: Tower of London, de Rowland V. Lee
- 1939: When tomorrow comes, de John M. Stahl
- 1939: The Sun Never Sets, de Rowland V. Lee
- 1940: All This, and Heaven Too, d'Anatole Litvak
- 1941: Shining Victory, d'Irving Rapper
- 1948: Mai l'oblidaré (I Remember Mama), de George Stevens
- 1948: Secret beyond the Door, de Fritz Lang
- 1949: Whirpool, d'Otto Preminger
- 1952: Cara d'àngel (Angel Face), d'Otto Preminger
- 1956: Flame of the Island, d'Edward Ludwig
- 1959: Història d'una monja (The Nun's Story), de Fred Zinnemann
- 1971: Leoni di Petersburgo, de Mario Siciliano

## Teatre a Broadway
- 1932: Carry Nation de Frank McGrath, posada en escena de Blanche Yurka, amb Esther Dale, Joshua Logan, Mildred Natwick, James Stewart
- 1933: Forsaking all Brothers d'Edward Roberts i Frank Cavett, posada en escena de Thomas Mitchell, amb Tallulah Bankhead, Cora Witherspoon
- 1934: Mother Lode de Dan Totheroh i George O'Neil, amb Thomas Chalmers, Melvyn Douglas, Beulah Bondi, Tex Ritter
- 1935: Reprise de W.D. Bristol
- 1936: Ten Million Ghosts de Sidney S. Kingsley, amb George Coulouris, Orson Welles
- 1942-1943: The Willow and I de John Patrick, amb Gregory Peck, Martha Scott, Cora Witherspoon
- 1943: Counterattack de Janet i Philip Stevenson, adpatació d'Ilyia Vershinin i Mikhaïl Ruderman, amb Richard Basehart, Karl Malden
- 1944-1945: The Searching Wind de Lillian Hellman, amb Montgomery Clift
- 1945-1946: Deep are the Roots d'Arnaud D'Usseau i James Gow, posada en eescena d'Elia Kazan, amb Barbara Bel Geddes, Lloyd Gough, Charles Waldron
- 1950-1952: Affairs of State de (i posada en escena) Louis Verneuil, amb Celeste Holm, Reginald Owen
- 1954: The Portrait of a Lady, adaptació de William Archibald de la novel·la homònima de Henry James, posada en escena de José Quintero, amb Jennifer Jones, Cathleen Nesbitt, Robert Flemyng
- 1960: Little Moon of Alban de James Costigan, amb Julie Harris, Robert Redford